# Listă de filme australiene din 2005
Aceasta este o listă de filme australiene din 2005:

## Lista
| Titlu                                                       | Regizor                  | Actori                                                           | Gen          | Note                                                                  |
| ----------------------------------------------------------- | ------------------------ | ---------------------------------------------------------------- | ------------ | --------------------------------------------------------------------- |
| 5 Seasons                                                   | Steve McGregor           | Moses Numamurdirdi, Tom E. Lewis                                 | Documentar   | IMDb                                                                  |
| The Actress                                                 | Zak Hilditch             | Caitlin Higgins, Matt Hardie                                     | Comedie      | IMDb                                                                  |
| The Big Red                                                 | Greg Parker              |                                                                  | Documentar   | IMDb                                                                  |
| The Black Road                                              | William Nessen           | William Nessen, Sya’diah Syeh Marhaban                           | Documentar   | IMDb                                                                  |
| Blacktown                                                   | Kriv Stenders            | Clayton Jacobson, Niki Owen                                      | Drama        | IMDb                                                                  |
| The Comeback Kings                                          | Joel Peterson            | Colin Burgess, Denny Burgess                                     |              | IMDb                                                                  |
| Deck Dogz                                                   | Steve Pasvolsky          | Richard Wilson, Sean Kennedy                                     | Comedie      |                                                                       |
| The Edge of the World                                       | Shaun M. Jefford         | Lee Martin, Clare Mackey                                         | Drama        | IMDb                                                                  |
| The Extra                                                   | Kevin Carlin             | Jimeoin, Katherine Slattery, Rhys Muldoon                        | Comedie      | IMDb                                                                  |
| Feed                                                        | Brett Leonard            | Alex O'Loughlin, Patrick Thompson                                | Thriller     | IMDb                                                                  |
| Fink!                                                       | Tim Boyle                | Sam Worthington, Steve Bastoni                                   | Crime        | IMDb                                                                  |
| The Great Raid                                              | John Dahl                | Benjamin Bratt, Joseph Fiennes                                   | Război       | IMDb                                                                  |
| Hating Alison Ashley                                        | Geoff Bennett            | Saskia Burmeister, Delta Goodrem, Tracy Mann                     | Comedy       | IMDb                                                                  |
| The Hidden History of Homosexual Australia                  | Con Anemogiannis         | Simon Burke                                                      | Documentar   | IMDb                                                                  |
| I Told You I Was Ill: The Life and Legacy of Spike Milligan |                          |                                                                  |              | IMDb                                                                  |
| The Illustrated Family Doctor                               | Kriv Stenders            | Samuel Johnson, Colin Friels, Jessica Napier                     | Drama        | IMdb                                                                  |
| In the Shadow of the Palms - Iraq                           | Wayne Coles-Janess       |                                                                  | Documentar   | IMDb                                                                  |
| Jabe Babe - A Heightened Life                               | Janet Merewether         | Jabe Babe,                                                       | Documentar   | IMDb                                                                  |
| Jewboy                                                      | Tony Krawitz             | Ewen Leslie, Chris Hayward, Saskia Burmeister                    | Drama        | Screened at the 2005 Cannes Film Festival                             |
| Little Fish                                                 | Rowan Woods              | Cate Blanchett, Hugo Weaving, Sam Neill                          | Drama        | IMDb                                                                  |
| The Living Graveyard                                        | Lin Sutherland           | Lin Sutherland                                                   | Documentar   | IMDb                                                                  |
| Look Both Ways                                              | Sarah Watt               | William McInnes, Justine Clarke, Anthony Hayes                   | Drama        | IMDb, AACTA Award for Best Film                                       |
| The Magician                                                | Scott Ryan               | Scott Ryan, Ben Walker, Massimiliano Andrighetto                 | Mockumentary | IMDb                                                                  |
| Make It Real (to Me)                                        | Miles Roston             | Kevin Sumba Okomba, Sennye Mugale                                | Documentar   | IMDb                                                                  |
| Man-Thing                                                   | Brett Leonard            | Matthew Le Nevez, Rachael Taylor, Jack Thompson                  | Horror       |                                                                       |
| The Marey Project                                           |                          |                                                                  |              |                                                                       |
| Meat Pie                                                    |                          |                                                                  |              |                                                                       |
| One Afternoon                                               |                          |                                                                  |              |                                                                       |
| One Day                                                     |                          |                                                                  |              |                                                                       |
| Opal Dream                                                  | Peter Cattaneo           | Vince Colosimo, Jacqueline McKenzie                              |              |                                                                       |
| Peter Berner's Loaded Brush                                 |                          |                                                                  |              |                                                                       |
| The Proposition                                             | John Hillcoat            | Guy Pearce, Stan Winston, Danny Huston                           | Western      |                                                                       |
| Puppy                                                       | Kieran Galvin            | Nadia Townsend, Bernard Curry, Sally Bull                        |              |                                                                       |
| Ra Choi                                                     | M. Frank                 | Janneke Arent, Larni Attwood, Nammi Le Benson                    |              |                                                                       |
| RASH                                                        | Nicholas Hansen          | Chali 2na Ha Ha, TOWER, Sixten                                   | Documentar   | Official website Arhivat în 11 august 2016, la Wayback Machine., IMDb |
| Reason 2 Kill                                               |                          |                                                                  |              |                                                                       |
| Redefining Tom Nash                                         |                          |                                                                  |              |                                                                       |
| Safety in Numbers                                           |                          |                                                                  |              |                                                                       |
| Scratched                                                   |                          |                                                                  |              |                                                                       |
| Sounds and Visions of Dreamtime                             |                          |                                                                  |              |                                                                       |
| Stories of Lost Souls                                       |                          |                                                                  |              |                                                                       |
| A Stranger in My Homeland                                   | Chloe Traicos            |                                                                  |              |                                                                       |
| Stranded                                                    |                          |                                                                  |              |                                                                       |
| Thirty Eight                                                |                          |                                                                  |              |                                                                       |
| Three Dollars                                               | Robert Connolly          | David Wenham, Frances O'Connor, Sarah Wynter                     | Drama        |                                                                       |
| Truth, Lies and Intelligence                                |                          |                                                                  |              |                                                                       |
| Troy's Story                                                |                          |                                                                  |              |                                                                       |
| Vietnam Nurses                                              | Polly Watkins            |                                                                  | Documentar   | Won 1 2006 AFI award, 3 Noms IMDb                                     |
| Wolf Creek                                                  | Greg McLean              | John Jarratt, Cassandra Magrath, Kestie Morassi, Nathan Phillips | Horror       | IMDb                                                                  |
| You and Your Stupid Mate                                    | Marc Gracie, Kate Gorman | Angus Sampson, Nathan Phillips, Rachel Hunter                    | Comedie      | IMDb                                                                  |

## Legături externe
- Filme australiene din 2005 la IMDb.com